# Institut de recherche forestière du Ghana
L'Institut de recherche forestière du Ghana (Forestry Research Institute of Ghana, FORIG) est un institut de recherche placé sous l'égide du Conseil pour la recherche scientifique et industrielle (en) (CSIR) du Ghana.

## Histoire
L'institut est situé à Fumesua près de Kumasi dans la Région Ashanti du Ghana. Il consiste initialement en une unité de recherche au sein du Département de Sylviculture en 1962. Il est pleinement établi en tant qu'institut de recherche en 1964, sous le nom de Forest Products Research Institute (FPRI) sous l'égide de l'Académie des Sciences du Ghana, puis en 1968 il est placé sous le contrôle du CSIR.
Par décret du Parlement (Act 405) l'Institut est transféré CSIR vers la Commission Sylviculture en 1980.
En 1991, son nom est changé en son nom actuel afin de refléter le spectre plus large de ses activités de recherche. En 1993, un nouveau décret du Parlement (Act 453) replace l'Institut sous le contrôle du CSIR, comme les douze autres instituts qu'il coordonne.

## Personnalités liées
- Esi Awuah
- John Parrotta
- Mike Wingfield[3]